# Actinostephanus haeckeli
Actinostephanus haeckeli är en havsanemonart som beskrevs av KWIETNIEWSKI 1897. Actinostephanus haeckeli ingår i släktet Actinostephanus och familjen Actinodendronidae. Inga underarter finns listade i Catalogue of Life.

## Bildgalleri

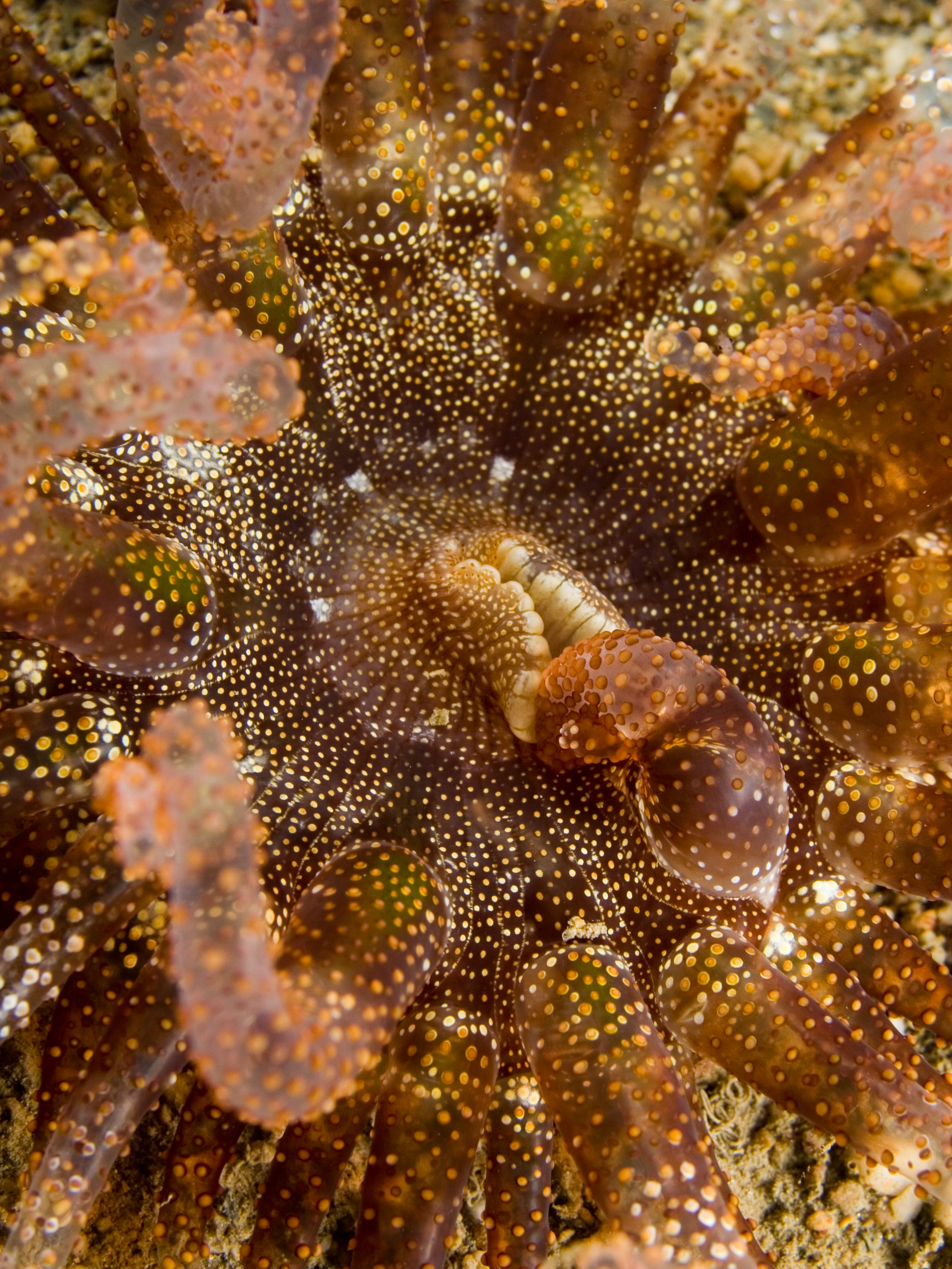